# ピーター・オラインカ
ピーター・オラインカ・オラデイ（英語: Peter Olayinka Oladeji、1995年11月18日 - ）は、ナイジェリアのサッカー選手。ナイジェリア代表。ポジションはミッドフィールダー、フォワード。

## クラブ歴

### バイリス・バルシュ
36ライオンFCから2012年1月にKFバイリス・バルシュに移籍したが、まだ17歳であったためにU-19チームに所属した。2012-13シーズン開始とともにトップチームに昇格、10月20日の試合でジェトミル・セファに代わって途中出場し選手初出場を記録した。11月に監督が交代すると出場機会を増やした、2013年2月3日にはクパ・エ・シュチパリセで初得点を記録した。クパ・エ・シュチパリセでは他にも2得点を記録、クラブ史上初の決勝進出に貢献した。他方でカテゴリア・スペリオレでは14試合無得点に終わり、クラブも僅かに降格を免れるという成績であった。
2012-13シーズン終了後には国内外からの関心が寄せられ、FCポルトは50万ユーロでオファーをしたが断られたと報じられた。彼はクラブとの契約を破棄しようと国際サッカー連盟に訴えたが、クラブ側も同様に訴えたため、結局クラブと契約延長し、イェニカミ・アデレンSKに期限付き移籍する事で落ち着いた。

### スカンデルベウ・コルチャ
2014-15シーズン開幕前にFKクケシへの移籍で概ね合意していたが、8月28日に王者のKFスカンデルベウ・コルチャに移籍した。彼のスカンデルベウ・コルチャへの加入は、ペロ・ペイッチがクケシに移籍したためにその後釜としての物であったが、この移籍にクケシ側は激怒し、アルバニアサッカー連盟と警察に通報した。しかしこの移籍が覆る事はなく、9月19日に移籍後初出場を記録した。

### ヘント
2016年に3年契約、移籍金110万ユーロでKAAヘントに移籍。その7月にFKデュクラ・プラハに期限付き移籍が決まった。翌年はSVズルテ・ワレヘムに期限付き移籍した。

### スラヴィア・プラハ
2018年7月21日に4年契約、移籍金320万ユーロでSKスラヴィア・プラハに完全移籍した。

## 代表歴
アルバニア在籍時代にはその才能からアルバニア代表初の帰化選手になりうるのではないかとの議論が為された。本人も国籍が取れたらプレーしたいと述べ、前向きであった。しかしアルバニア国籍を取得する事はなかった。
2019年9月に翌月のブラジル代表との親善試合に臨むナイジェリア代表のメンバーに入り、10月13日に行われた同試合で代表初出場を記録した。